# فرودگاه کولوکانی
فرودگاه کولوکانی (به انگلیسی: Kolokani Airport) یک فرودگاه است . این فرودگاه در شهر کولوکانی کشور مالی قرار دارد .